# Filtración de correos de Stratfor en 2012

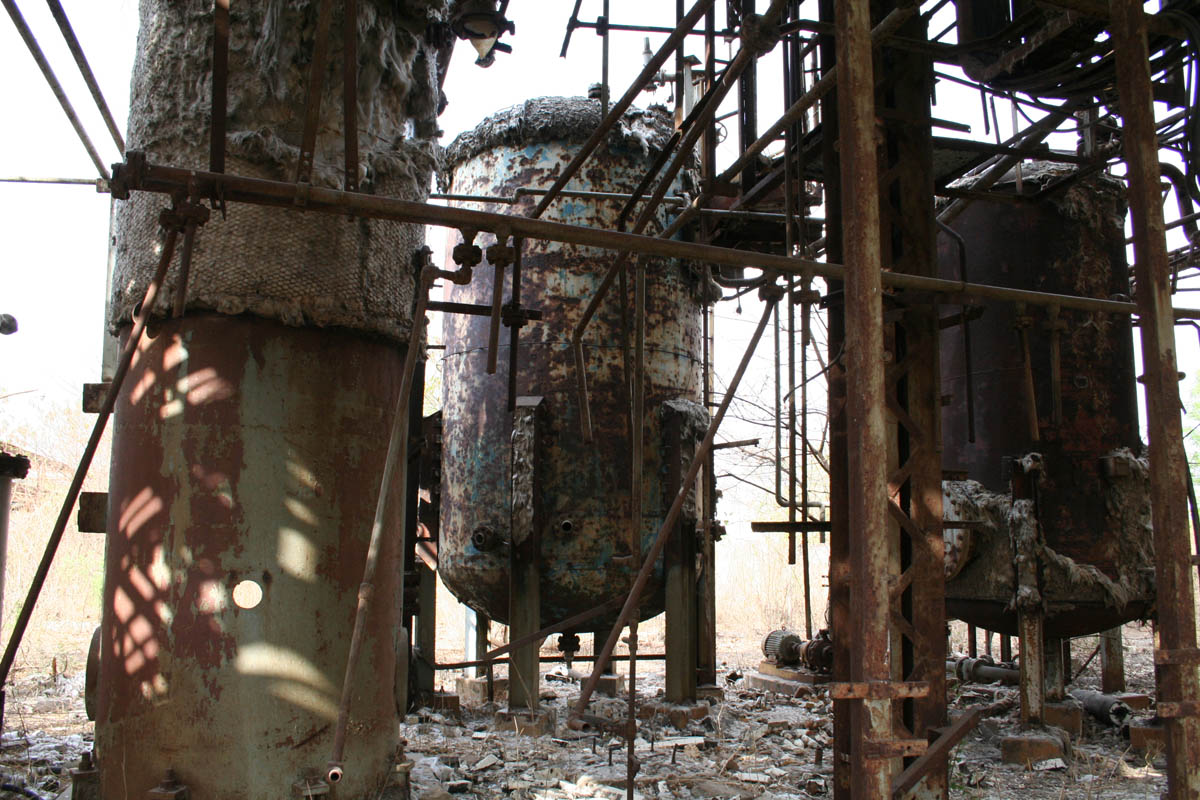
Desastre de Bhopal. Planta de Union Carbide en Bhopal.

La filtración de archivos de correos electrónicos de la empresa Stratfor en 2012 (conocidos en inglés como Global Intelligence Files leak, Gifiles o The Stratfor files)  es la publicación y difusión de correos electrónicos de carácter interno entre personal de la agencia privada de inteligencia y espionaje Stratfor, así como del personal de la empresa con sus clientes. Los correos comenzaron a publicarse por WikiLeaks el 27 de febrero de 2012. Según WikiLeaks, existirían unos 5 millones de correos electrónicos, aunque solamente ha liberado una pequeña parte. Los correos de Stratfor abarcan desde julio de 2001 hasta diciembre de 2011". La empresa privada Stratfor ha manifestado que los correos han sido facilitados a WikiLeaks por el grupo Anonymous como fruto del hackeo de su página web en 2011.
WikiLeaks permite el acceso a una base de datos con los mensajes de correo electrónico a "dos docenas de medios de comunicación de todo el mundo". Entre esos medios de comunicación se encuentran los siguientes medios de habla hispana: Ciper (Chile), La Jornada (México), La Nación (Costa Rica), Página 12 (Argentina), Plaza Pública (Guatemala) y Público.es (España). Algunos de los otros medios son Owni (Francia), Rolling Stone (Estados Unidos), The Yes Men (Bhopal Activistas).

## Contenido de los correos electrónicos
Uno de los primeros artículos publicados fue un correo electrónico con un "glosario" sobre los términos de inteligencia utilizados por la empresa de espionaje Stratfor con "definiciones breves y a veces humorísticas y evaluaciones críticas sobre la inteligencia de Estados Unidos". Algunos de los contenidos de los correos tratan los siguientes asuntos:

### Desastre de Bhopal
Según información de The Times of India, algunos de los correos electrónicos revelan que Stratfor fue contratado por Dow Chemical Company para espiar a los activistas que continúan reivindicando indemnizaciones y un juicio justo por el Desastre de Bhopal de 1984, que supuso la fuga de 42 toneladas de isocianato de metilo en una fábrica de pesticidas propiedad de la compañía estadounidense Union Carbide (parte de cuyos activos fueron posteriormente adquiridos por Dow Chemical). Dow Chemical respondió con una declaración escrita en la que indicaba que: "las grandes empresas a menudo tienen que tomar las medidas adecuadas para proteger a sus empleados y salvaguardar sus instalaciones " y que no habían violado la ley.

### Osama Bin Laden
The Daily Telegraph informó que, de acuerdo a un "analista de Stratfor", en otro correo electrónico, se ha determinado que "hasta 12 funcionarios de los Servicios de inteligencia de Pakistán (ISI) conocían la existencia de la casa donde se escondía Osama Bin Laden.

### Brasil y las Islas Malvinas
En relación con Gran Bretaña y las Islas Malvinas, los correos indican que Brasil defiende sus intereses estratégicos apoyando a Argentina en su reclamación sobre la soberanía de las islas. Sin embargo, el apoyo dado por el gobierno brasileño es más político que militar.

## Respuestas de Stratfor a la publicación
Alrededor de la medianoche el 27 de febrero, Stratfor publicó un comunicado diciendo que «la publicación y difusión de sus correos electrónicos robados era un intento de silenciar e intimidar a la empresa Stratfor». Asimismo, negó los rumores sobre la dimisión del Jefe Ejecutivo George Friedman. Stratfor también señaló que algunos de los correos electrónicos filtrados «pueden estar falsificados o alterados y pueden incluir inexactitudes, y algunos pueden ser auténticos», pero que la empresa no confirmará cuáles son. El propio Friedman dijo: «Dios sabe lo que un centenar de empleados que escriben interminables correos electrónicos podríamos decir que es vergonzoso, tonto o sujeto a una mala interpretación ... Al buscar nuestros correos electrónicos en busca de signos de una vasta conspiración, ellos se sentirán decepcionados».
Julian Assange, fundador de Wikileaks, hizo una declaración a Reuters diciendo: «Aquí tenemos una empresa privada de inteligencia, que adquiere su ‘’inteligencia’’ en informantes del gobierno de los Estados Unidos, en agencias de inteligencia extranjeras con dudosas reputaciones y en periodistas. El gran motivo de preocupación es saber que el objetivo de esta empresa de espionaje es, entre otros, el espionaje de organizaciones de activistas que luchan por una causa justa contra una empresa que causó un gran daño».